# I Saw the TV Glow
I Saw the TV Glow is een Amerikaanse horrorfilm uit 2024, geschreven en geregisseerd door Jane Schoenbrun. 

## Verhaal
Tiener Owen probeert gewoon zijn weg te vinden in het leven in de buitenwijken wanneer een klasgenoot hem wijst op een mysterieus avondprogramma op televisie - een visie op een verborgen bovennatuurlijke wereld. In het bleke gloei van de televisie begint Owens kijk op de realiteit te barsten.

## Rolverdeling
| Acteur                                 | Personage              |
| -------------------------------------- | ---------------------- |
| Justice Smith                          | Owen                   |
| Brigette Lundy-Paine                   | Maddy                  |
| Helena Howard                          | Isabel                 |
| Danielle Deadwyler                     | Brenda                 |
| Lindsey Jordan                         | Tara                   |
| Fred Durst                             | Frank                  |
| Amber Benson                           | moeder van Johnny Link |
| Michael C. Maronna                     | buurman                |
| Conner O'Malley                        | Dave                   |
| Emma Portner                           |                        |
| Mr. Melancholy/Marco/Amanda Evil Clown |                        |
| Danny Tamberelli                       | buurman                |
| Phoebe Bridgers                        | zichzelf               |

## Release en ontvangst
De film ging op 18 januari 2024 in première op het Sundance Film Festival in de Midnight-sectie en zal ook vertoond worden op het Filmfestival van Berlijn. De film kreeg overwegend positieve kritieken van de filmcritici, met een score van 100% op Rotten Tomatoes, gebaseerd op 19 beoordelingen.